# 方鐵錳礦
方鐵錳礦（英語：Bixbyite）是一種錳鐵氧化物礦物，化學式為：(Mn,Fe)2O3。 鐵/錳比變化很大，許多樣品幾乎不含鐵。 它是一種深黑金屬色，莫氏硬度為 6.0 - 6.5。它是一種稀有礦物，通常呈現各種立方體、八面體和十二面體的立方晶系晶體。
在變質岩中由氣溶或熱液形成的礦脈和空洞中，方鐵錳礦通常與綠柱石、石英、錳鋁榴石、赤鐵礦、铁板钛矿(pseudobrookite)、黑錳礦(hausmannite)、褐錳礦(braunite)和黃玉伴生。 在流紋岩的空洞中亦有方鐵錳礦。 最典型的產地是印度的 Jhabua 和 Chhindwara 區以及猶他州 Juab 縣的 Thomas Range。其他產地包括墨西哥聖路易斯波托西， 阿根廷巴塔哥尼亞北部； 西班牙加泰羅尼亞赫羅納， 瑞典、德國、納米比亞、津巴布韋和南非。 
方鐵錳礦以美國礦物學家 Maynard Bixby（1853-1935 年）的名字命名，他是在 1897 年首先發現此礦物。